# Brunflo distrikt
Brunflo distrikt är ett distrikt i Östersunds kommun och Jämtlands län. Distriktet ligger vid Storsjön (Brunfloviken) och omfattar bland annat de sydöstra delarna av tätorten Östersund (Brunflo, Torvalla, Ope, Optand, Grytan) och de närliggande tätorterna Lunne och Ängsmon i mellersta Jämtland.  Befolkningsmässigt är distriktet landskapets såväl som länets näst största distrikt efter Östersunds distrikt.

## Tidigare administrativ tillhörighet
Distriktet inrättades 2016 och utgörs av Brunflo socken i Östersunds kommun.
Området motsvarar den omfattning Brunflo församling hade 1999/2000.

## Tätorter och småorter
I Brunflo distrikt finns tre tätorter och en småort.

### Tätorter
- Lunne
- Ängsmon
- Östersund (del av)

### Småorter
- Solberg, Sörviken och Vålbacken (del av)